# Rezolucja Rady Bezpieczeństwa ONZ nr 1688
Rezolucja Rady Bezpieczeństwa ONZ nr 1688 została uchwalona 16 czerwca 2006 podczas 5467. posiedzenia Rady.
Rezolucja ma związek ze schwytaniem byłego prezydenta Liberii, Charlesa Taylora i wyznacza ramy prawne dla jego procesu. Miałby się odbyć na terytorium Holandii, która sama to zaproponowała (najprawdopodobniej na terenie kompleksu sądów międzynarodowych w Hadze). Skład orzekający miałby składać się z sędziów Sądu Specjalnego dla Sierra Leone. Rada zezwala również samemu Taylorowi oraz innym osobom na odbywanie w związku z procesem podróży międzynarodowych, pomimo zakazów w tej mierze, jakie na nich ciążą. 